# Topper Headon

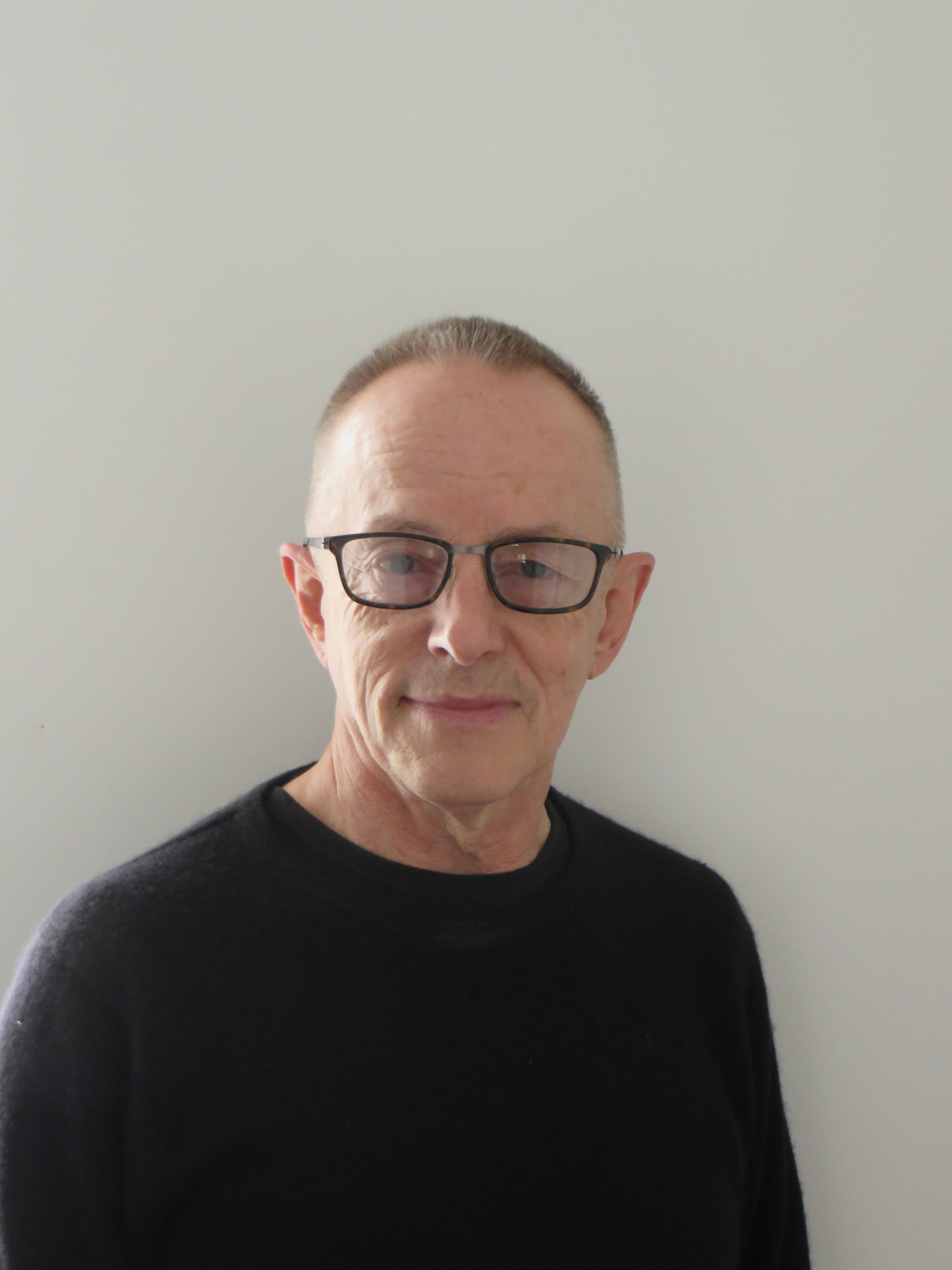
Topper Headon (2018)

Topper Headon (* 30. Mai 1955 in London), eigentlich Nicholas Bowen Headon, ist ein britischer Schlagzeuger. Er war Mitglied der britischen Punkband The Clash.

## Leben
Headon stieg kurz vor der „White Riot“-Tour, die am 1. Mai 1977 begann, bei The Clash ein, deren Mitglieder er aus seinem kurzen Intermezzo bei London SS kannte. Seinen Spitznamen „Topper“ bekam er von Paul Simonon, den er durch seine Kleidung sowie seine Art und Weise an die Figur „Mickey the Monkey“ aus den „Topper“-Kindercomics erinnerte. Headon schrieb das Piano-Riff des berühmten Clash-Songs Rock The Casbah. Die Position des Sängers nahm er bei The Clash nur bei einem Lied ein, nämlich Ivan meets G.I. Joe. Headon wird nachgesagt, die Idee des Maschinengewehr-Geräusches am Anfang des Songs Tommy Gun gehabt zu haben. Er galt als begnadeter Drummer.
Topper Headon konsumierte seit Beginn seiner The-Clash-Karriere illegale Drogen. Zunehmend zu einem Problem wurde sein Heroinkonsum. Am 14. Mai 1982 wurde die LP Combat Rock veröffentlicht und The Clash sollten am 20. Mai 1982 als Headline-Band auf einem Festival in Lochem, Holland spielen. Mit dabei waren außerdem Saxon, Tenpole Tudor, Bow Wow Wow und die Stray Cats. Dies war Topper Headons letzter Gig für The Clash.
Ausschlaggebend für seinen Rauswurf waren sein körperlicher Zustand und seine extremen Eskapaden sowie die Tatsache, dass er in diesem Zustand die bevorstehende US-Tournee als Vorgruppe von The Who nicht durchstehen könnte. Es war Bandbeschluss, dass Topper erst sein Drogenproblem in den Griff bekommen sollte, um anschließend wieder in der Band zu spielen.
Nach dem Ende von The Clash veröffentlichte er 1986 mit Drumming Man eine Single und das Soloalbum Waking Up, das er zusammen mit dem Gitarristen Bob Tench einspielte. Die Platte fasste neben Bigband-Sound eine Reihe verschiedener Einflüsse zusammen; Monkey On My Back war zum Beispiel an den Song Police on my Back von The Clash angelehnt.
Seit The Clash in den 1990er Jahren ihre Verträge mit CBS, CBS Corporation neu verhandelt hatten, stand Geld für alle Ex-Mitglieder der Band zur Verfügung. Topper Headon konnte als Songwriter bei Rock the Casbah zusätzlich profitieren durch das Remake von Will Smith Will2K, in dem weite Teile des Songs übernommen wurden und das 1999 ein Millionen-Seller wurde.